# Saint-Georges-des-Coteaux
Saint-Georges-des-Coteaux – miejscowość i gmina we Francji, w regionie Nowa Akwitania, w departamencie Charente-Maritime.
Według danych na rok 1990 gminę zamieszkiwały 1912 osoby, a gęstość zaludnienia wynosiła 99 osób/km² (wśród 1467 gmin regionu Poitou-Charentes Saint-Georges-des-Coteaux plasuje się na 146. miejscu pod względem liczby ludności, natomiast pod względem powierzchni na miejscu 417.).